# 619
Năm 619 là một năm trong lịch Julius. 

## Mất
- Vũ Văn Hóa Cập, tướng lĩnh của triều Tùy, người làm binh biến sát hại Tùy Dạng Đế.